# Nacionalni park Shebenik-Jabllanicë
Nacionalni park Shebenik-Jabllanicë (albanski: Parku Kombëtar Shebenik-Jabllanicë) se nalazi u istočnom dijelu Elbasanskog okruga u središnjoj Albaniji. Park obuhvaća površinu od 33,927 hektara i dijeli granicu s Sjevernom Makedonijom.   Park je u planinskom području gdje se vrhovi kreću od 300 do 2200 metara gdje je vrh planine Shebenik, koja zajedno s Jabllanicom daje ime parku. Park je jedan od najnovijih u Albaniji osnovan je 2008. godine. 
U parku obitava veliki broj različitih vrsta životinja koje postaju rijetke u ostatku Albanije, uključujući mrkog medvjeda, sivog vuka i ugrožene balkanske risove.   U parku se može naći veliki brojnih endemskih i rijetkih biljaka. Najbliži gradovi parku su Librazhd i Prrenjas. Vegetacija se sastoji bukve, jele, borova i hrasta kitnjaka.
Dvije rijeke Qarrishte i Bushtrice te više manjih izvora vode teče kroz područje parka. 
Tu se nalazi i najmanje 14 glacijalnih jezera, od čega su najviši na oko 1900 metara.
Klima je u većem dijelu parka mediteranska, s prosječnim godišnjim temperaturama između 7 °C i 10 °C. Prosječna godišnja količina padalina je između 1.300 i 1.800 mm ovisno o lokaciji u parku.